# Dolmens des Adrets
Les dolmens des Adrets est un ensemble mégalithique de quatre dolmens situés à Brignoles, dans le département du Var en France. Les dolmens ont été découverts par Georges Bérard en 1962, fouillés la même année (no 1 à no 3) et en 1986 (no 4). L'absence d'ossements brûlés et le mobilier funéraire daté du Campaniforme incitent à penser que le dolmen no 4 fut le dernier dolmen édifié. Au total, ce serait une population de 150 à 200 personnes qui fut inhumée dans ces quatre monuments.

## Protection
Les quatre édifices sont protégés au titre des monuments historiques depuis 1988 (inscription pour les dolmens no 1 à no 3, et classement pour le dolmen no 4).

## Dolmenno1
Il est situé à 341 m d'altitude sur une colline dominant la plaine du Val au nord.

### Architecture
Le dolmen a conservé son tumulus de forme ovale (axe nord-sud 10 m de long, axe est-ouest 8 m de large) pour une hauteur moyenne de 0,60 m. Son architecture est simple. La chambre sépulcrale est de forme rectangulaire (1,95 m de long sur 1,70 m de large en moyenne) délimitée au nord et au sud par des murets en pierres sèches. La dalle de chevet (2,60 m de long) est beaucoup moins haute côté nord (0,85 m) que côté sud (1,90 m), de fait la table de couverture est inclinée vers le nord et repose en partie sur le tumulus. Elle est constituée d'une dalle brute en dolomie extraite directement du substratum local (longueur 3,05 m, largeur 1,95 m, épaisseur 0,43 m, poids estimé 10 T). 
La porte, précédée d'un couloir, ouvre à l'ouest. Elle est délimitée par deux piliers d'inégales hauteurs (pilier sud 1,68 m, pilier gauche brisé au sommet). Le pilier droit a été régularisé sur les côtés. Une pierre de seuil matérialise le passage de la chambre au couloir d'accès (1,62 m de long sur 0,80 m de large) délimité côtés nord et sud par un muret, en grosses pierres posées à plat, de forme incurvée.
Le sol était dallé de petites pierres plates.

### Fouille archéologique
De par sa forme, le monument a constitué un abri artificiel bien pratique qui a été utilisé très anciennement, au moins dès l'époque romaine ; de fait, les couches archéologiques ont subi de nombreuses déprédations, à différentes époques. Les fouilles archéologiques menées par G. Bérard ont toutefois permis d'y identifier trois couches (dénommées A, B, C), la couche A ayant été très perturbée par les pillages et occupations humaines ou animales plus récentes. 
| Couche                                       | Ossements animaux                                                                               | Ossements humains | Matériel funéraire |
| -------------------------------------------- | ----------------------------------------------------------------------------------------------- | --- | --- |
| A                                            | - dents (sanglier, mouton, âne) - ossements divers (lézard, lapin, campagnol, merle et perdrix) | - 7 kg de débris fragmentés avec traces d'incinération dont 751 dents (120 dents enfantines, 631 d'adultes et 50 de vieillards) | - perles (44 en bauxite, 15 en stéatite, 1 en os, 1 en calcaire) - pendeloques (25 en coquillage, 2 en os, 1 en cristal de roche, 1 canine, 1 dentale) - 7 fragments d'un bracelet en bronze - 3 pointes de flèches et un fragment de lame en silex - 7 tessons de céramique rouge et brune |
| B                                            | - 2 dents (fouine et surmulot) - os crânien de lézard ocellé - 29 vertèbres de serpent          | - 2,5 kg d’ossements brisés sans incinération dont 51 dents (enfants, adultes et vieillards)                                    | - perles (3 en bauxite, 1 en os) - pendeloques (2 en os, 1 en dentale) - 3 cônes percés - 1 fragment de bracelet en bronze - 1 pointe de flèche en silex - 3 tessons de céramique noire |
| C                                            | - ossements et dents (lapin, lézard, serpent, mouton)                                           | - 5 kg à 6 kg d’ossements brisés avec traces d'incinération dont 399 dents (enfants, adultes et vieillards)                     | - 5 flèches en silex - perles (65 en bauxite et stéatite, 6 en bauxite rouge, 2 en os, 1 en calcaire) - 7 cônes percés - 2 dentales - fragment d'anneau en bronze - fragment d'un fossile de carapace de tortue - objet indéterminé en défense de sanglier - tessons de céramique grisâtre  |
| Source : Les sépultures mégalithiques du Var |                                                                                                 | | |

L'ensemble de ces découvertes permet de considérer que le dolmen a fait l'objet d'une utilisation du Chalcolithique jusqu'à l'âge du bronze.

## Dolmenno2

### Architecture

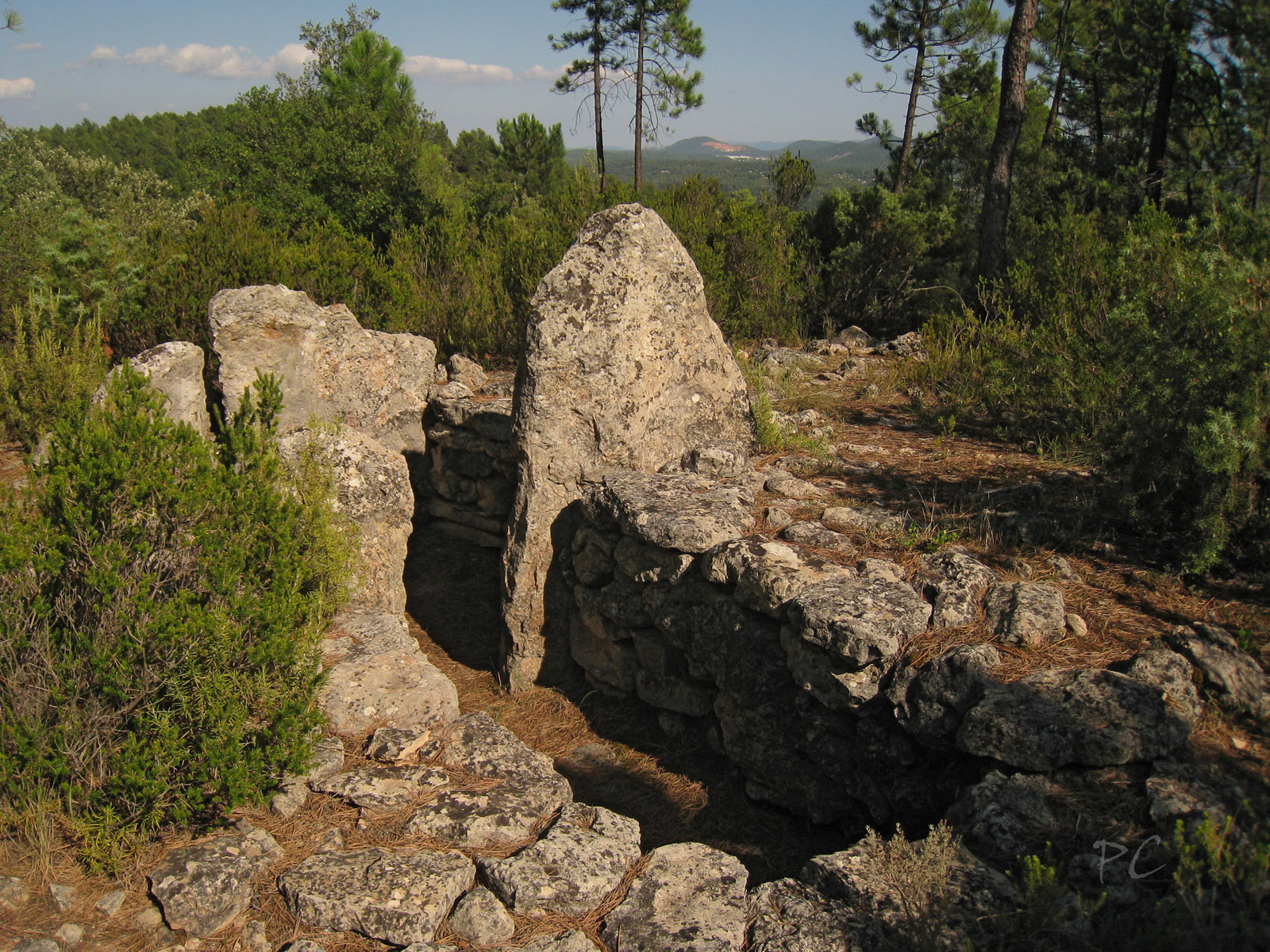
Dolmen des Adrets no 2

Ce dolmen a fait l'objet d'une restauration en 1992 par Hélène Barge. 
C'est un petit monument situé au sud-ouest du dolmen no 1, au sommet d'une colline (352 m d'altitude) qui domine la plaine de Brignolles. Le tumulus, d'un diamètre de 7 m, est constitué de pierrailles qui semblent avoir été contenues initialement par un mur circulaire à double parement. Il est probable que le tumulus ait protégé le dolmen de toute violation depuis son origine. 
La chambre sépulcrale est de forme carrée (1,30 m de long 1,30 m de large) et s'ouvre à l'ouest. Elle est délimitée par des parois en pierres sèches sur ses côtés nord et sud. La dalle de chevet, désormais brisée en deux parties, mesure 1,58 m de large pour 1,30 m de haut. L'entrée est délimitée par deux piliers de taille inégale : pilier nord (hauteur 1,3 m, largeur 0,62 m), pilier sud (hauteur 1,75 m, largeur 0,97 m) retrouvé brisé et renversé en travers de la chambre. Ce pilier a été bouchardé pour en arrondir les angles. Sa hauteur, très supérieure aux autres dalles du monument, indique peut-être qu'il s'agissait d'une stèle aniconique.
Le dolmen ne comporte pas de couloir.

### Fouille archéologique
Les fouilles ont mis au jour des dépôts funéraires incinérés qui étaient protégés par des dalles et un amas de cailloux (couche A). La couche B a fait l'objet de quatre dépôts successifs depuis l'angle nord-est vers la paroi ouest.
| Couche                                       | Ossements animaux                                 | Ossements humains                                                                        | Matériel funéraire |
| -------------------------------------------- | ------------------------------------------------- | ---------------------------------------------------------------------------------------- | --- |
| B                                            | - dents (capriné, suidé) et os (serpent, oiseaux) | - 1 crâne, 5 mandibules et quelques os longs - 629 dents (dont 99 enfants et 15 adultes) | - fragments d'un vase à fond plat et d'un autre hémisphérique - pointe de flèche - pendeloques (5 en coquillage, 1 défense de sanglier, 2 canines de cerf) - 2 perles en schiste gris bleuté - 2 anneaux en cuivre ou bronze |
| C                                            | - ossements et dents (lézard, serpent, veau)      | - 96 dents                                                                               | - perles (4 en calcaire, 3 en stéatite verte, 1 en serpentine, 1 en os) - 1 pendeloque en os - 13 tessons de céramique (vase globulaire et vase cylindro-conique)                                                            |
| Source : Les sépultures mégalithiques du Var |                                                   |                                                                                          | |

## Dolmenno3

### Architecture

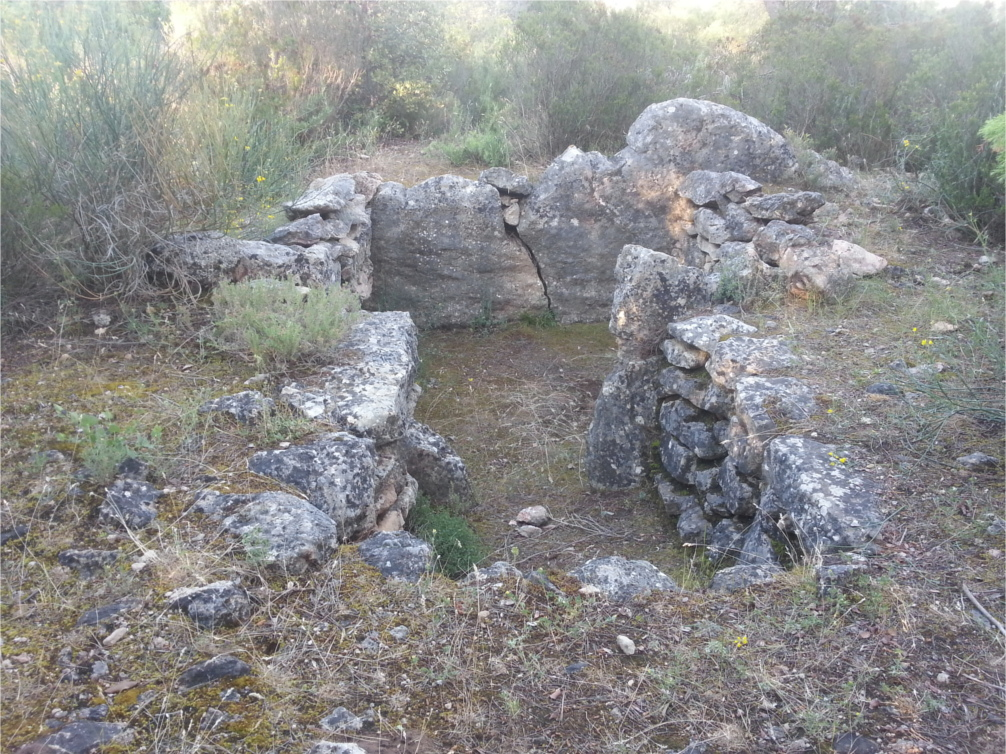
Dolmen des Adrets no 3

Le dolmen a lui aussi fait l'objet d'une restauration en 1992 menée par Hélène Barge. Il a été érigé sur un sommet, à 352 m d'altitude. Il se compose d'une chambre sépulcrale rectangulaire (4 m de long pour 2 m de large), ouvrant à l'ouest (azimut 240°), enserrée dans un tumulus en pierrailles d'un diamètre de 6 m de large pour une hauteur maximale de 0,60 m. Les parois nord et sud de la chambre, ainsi que le couloir (0,90 m de long pour 0,78 m de large) sont constitués de murets en pierres sèches. La dalle de chevet mesure 2,75 m de long, dépasse de la chambre et s'enfonce dans le tumulus. La porte (largeur 0,45 m) est délimitée par deux piliers de largeur inégale. Le sol n'était pas dallé.

### Fouille archéologique
La tombe a été violée  au VIe siècle comme l'attestent des tessons de céramique sigillée. A cette occasion, un grand trou a été creusé depuis l'angle sud-ouest jusqu'au centre de la chambre et les déblais ont été rejetés contre le côté nord.
| Ossements animaux                                                                                  | Ossements humains                                                                               | Matériel funéraire |
| -------------------------------------------------------------------------------------------------- | ----------------------------------------------------------------------------------------------- | --- |
| - ossements de mammifères (lapin, écureuil, fouine, renard, hérisson, mouton), serpents et oiseaux | - ossements fragmentés avec traces de crémation, dont 572 dents, soit une trentaine d'individus | - silex : 2 fragments de lames, 2 éclats, 1 lame complète et 1 flèche - perles : 88 en vertèbres de poisson, 70 en bauxite, 11 de forme olivaire ou en tonnelet en serpentine, 6 en os, 2 en test de coquillage, 2 en callaïs, 2 en calcaire - 2 dentales - pendeloques : 1 en test de coquillage, 1 en quartz, 1 en coquillage - 3 tessons d'une céramique datée du Bronze final |
| Source : Les sépultures mégalithiques du Var                                                       |                                                                                                 | |

L'ensemble a permis de dater ces inhumations du Chalcolithique.

## Dolmenno4

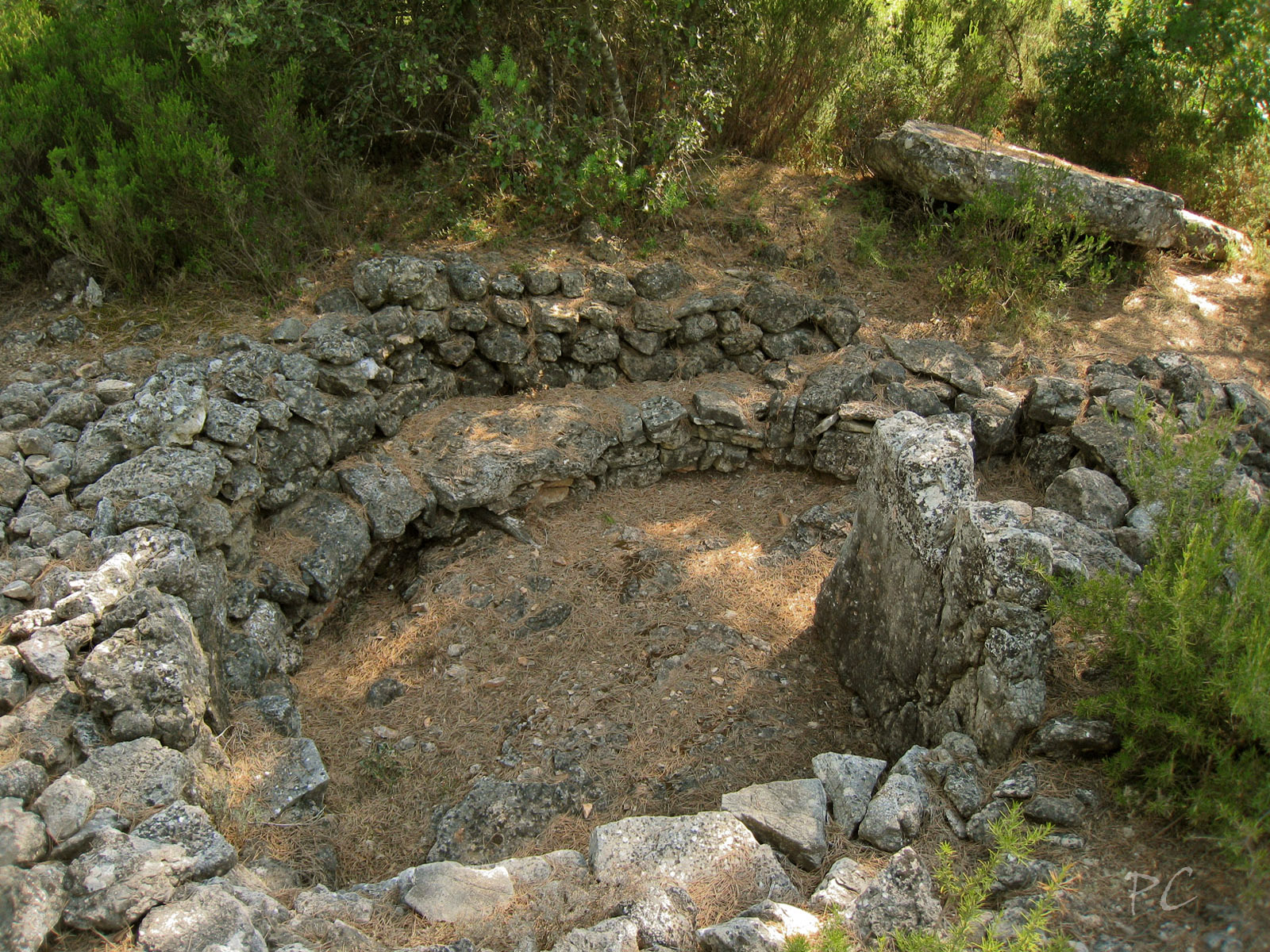
Dolmen des Adrets no 4

### Architecture
Le diamètre du tumulus est désormais d'environ 12 m mais à l'origine, il ne devait mesurer que 9 m à 10 m, la pierraille qui le constitue s'étant affaissée depuis sur ce terrain en pente. La chambre sépulcrale est de forme légèrement trapézoïdale (1,60 m sur 1,50 m), délimitée par deux murets en pierres sèches, côté nord et sud, sur 0,40 m de hauteur. Manifestement, la chambre ne comportait aucune dalle de chevet. Toutes les dalles et les murs ont été élevés directement sur le substrat rocheux mis à nu. Le pilier sud de l'entrée a disparu. La chambre ouvre sur un couloir parfaitement orienté plein ouest. Il est délimité côté nord par un muret de pierres plates d'une hauteur de 0,50 m, le côté sud n'a conservé que quelques alignées. Ce couloir s'achève sur une bordure de pierres disposées en arc de cercle.

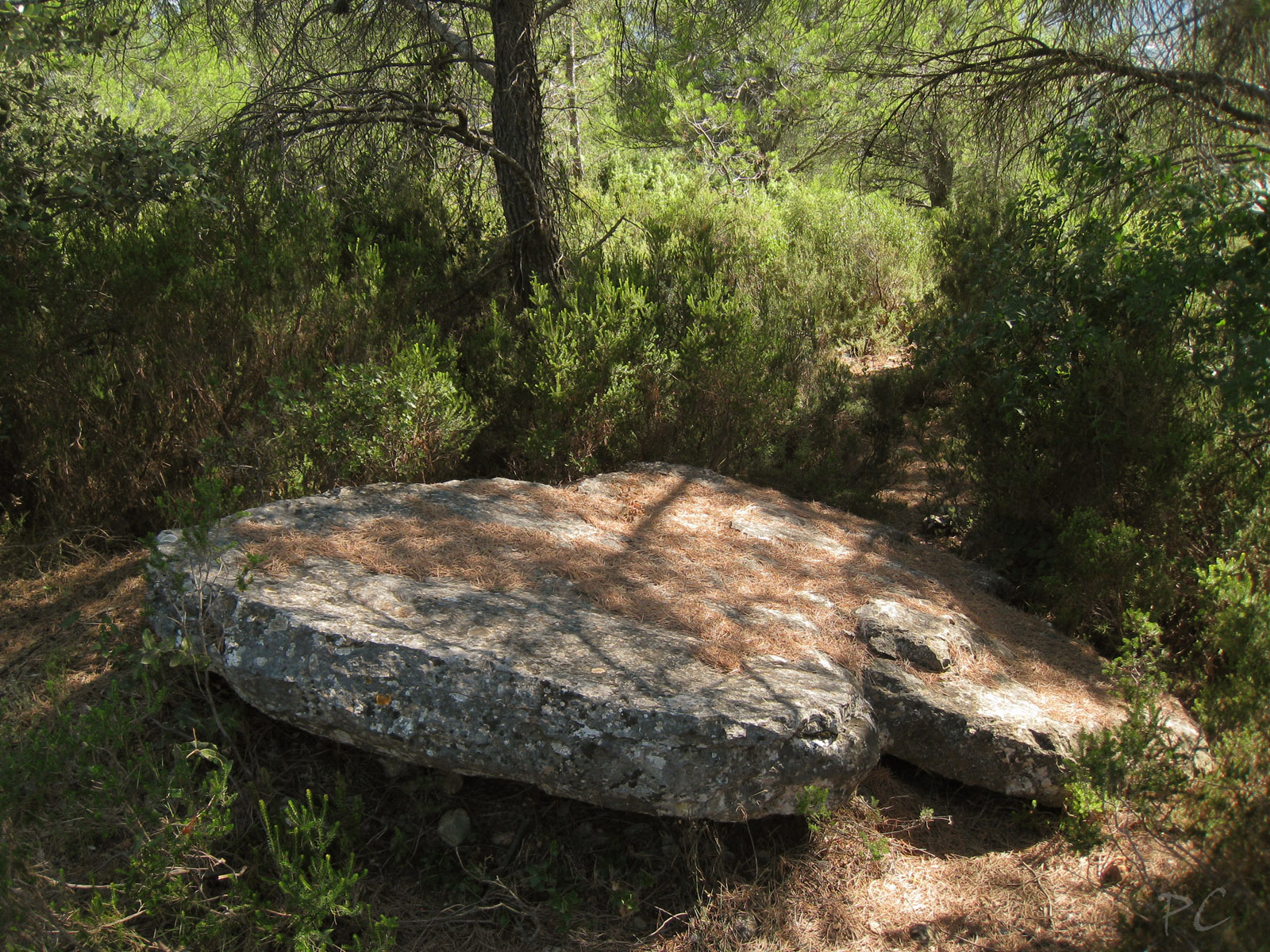
Table de couverture du dolmen no 4

Le dolmen a conservé sa table de couverture, situation rare parmi les dolmens du Var, mais elle a désormais glissé hors de la chambre au sud-est. De par ses dimensions (3,15 m de long, 2,20 m de large, 0,28 m d'épaisseur, poids estimé 3,50 tonnes) elle permettait de recouvrir intégralement la chambre et le couloir.

### Fouille archéologique
Des fouilles clandestines ont bouleversé et détruit les éventuelles couches archéologiques, aucune observation en place n'est plus possible. Pour autant, le dolmen no 4 est celui qui comprenait le plus d'inhumations et où le matériel funéraire retrouvé fut le plus abondant.
À partir des dents humaines découvertes (1 677), le nombre de corps successivement déposés a été estimé à 89 personnes (23 enfants de moins de 15 ans, 3 individus entre 15 et 20 ans et 63 adultes), population dans laquelle les enfants de moins de 5 ans sont quasiment absents alors que ceux de 5 à 10 ans y sont surreprésentés. L'état et la disposition des ossements humains retrouvés laissent penser que les corps étaient déposés dans la chambre sans être inhumé. Lorsque leur décomposition était bien avancée, les squelettes faisaient l'objet d'une désarticulation visant à séparer et à sérier les ossements par type afin de les ranger soigneusement dans des zones distinctes de la chambre (le long des parois), éloignées du centre, conservé comme zone de manœuvre et afin d'éviter tout piétinement lors de dépôts ultérieurs.
Un vase globuleux (20 cm de diamètre au plus large pour 14 cm de hauteur) a été découvert dans la chambre. Son décor au peigne se décompose en deux registres, le premier avec un motif de grille et le second avec une série de chevrons, l'ensemble étant caractéristique du Campaniforme. La soixantaine de tessons de céramique retrouvés sur le tumulus ont permis de reconstituer une urne ornée d'un décor à doubles chevrons datée de l'âge du fer.
Le mobilier lithique retrouvé se compose d'armatures de flèche, d'un beau poignard en silex de 17 cm de long et d'un gros éclat de silex blanc. Les éléments de parure sont constitués très majoritairement de perles (tubulaires ou en tonnelet), de 391 colombelles, 9 pendeloques à ailettes (en calcaire),14 pendeloques en forme de virgule (en os) et deux anneaux (en calcaire et test de coquillage). L'ensemble constituait probablement à l'origine un ou deux colliers.